# Gergely Bobál
Gergely Bobál (* 31. August 1995 in Salgótarján) ist ein ungarischer Fußballspieler auf der Position eines Stürmers, der auch im offensiven Mittelfeld eingesetzt werden kann. In seiner Altersklasse zählt Bobál zu den talentiertesten Spielern seines Heimatlandes. Sein Zwillingsbruder David ist ein ebenfalls sehr talentierter Fußballspieler, der bereits zusammen mit seinem Bruder Erfahrungen in den ungarischen Nachwuchsnationalmannschaften gesammelt hat, jedoch nicht wie sein Bruder im Offensivbereich zu finden ist, sondern in der Defensive, wo er zumeist als Linksverteidiger agiert.
Am 6. Mai 2012 debütierte Bobál als einer der jüngsten Spieler überhaupt in der Nemzeti Bajnokság, der höchsten ungarischen Fußballliga, wobei er zu diesem Zeitpunkt gerade einmal 16 Jahre, acht Monate und sechs Tage alt war und zuvor weder auf der Ersatzbank des Profiteams Platz genommen, noch in irgendeiner Form in der Amateurmannschaft des Vereins mitgewirkt hatte.

## Vereinskarriere

### Karrierebeginn in Salgótarján und Durchbruch bei Honvéd Budapest
Seine Karriere begann der im Spätsommer 1995 in Salgótarján, im Nordwesten Ungarns, geborene Bobál bereits im Alter von drei Jahren, als er mit seinem Zwillingsbruder David im Nachwuchsbereich des Lokalvereins Salgó Öblös SC aufgenommen wurde. Dort absolvierte er mit seinem Bruder sämtliche Jugendspielklassen, in denen die beiden auch parallel zu ihrer Schulzeit zum Einsatz kam. Im fortgeschrittenen Alter wurde das Brüderpaar an der Sportschule Salgótarján aufgenommen, wo beide ebenfalls in der dortigen sehr erfolgreichen Schulmannschaft spielten. Später folgte auch ein Wechsel in die Vasas Akadémia, die Akademie des Arbeiterklubs Vasas Budapest. Während dieser Zeit kamen Gergely und David Bobál auch zum Salgótarjáni BTC, bei dem die beiden einen weiteren großen Teil ihrer Karriere als Jugendliche verbrachten. Nach stets hervorstechenden Leistungen wurden die Brüder bald von verschiedenen Klubs umworben und landeten schließlich im Nachwuchs des ungarischen Hauptstadtklubs Honvéd Budapest. Während Gergely Bobál durch seine extreme Torgefährlichkeit auffiel, bereits in jungen Jahren zu sehr vielen Treffern in den jeweiligen Ligen kam und sich dabei auch mehrfach als Torschützenkönig präsentierte, machte sich sein Bruder als Verteidiger einen Namen. Im Laufe der Jahre erarbeiteten sich der kopfballstarker Torjäger und der ebenso kopfball- wie zweikampfstarke Linksverteidiger einen gewissen Ruf und wurden von verschiedenen Seiten als die derzeit wohl größten Talente im ungarischen Fußball bezeichnet.
Im Dezember 2010 wurde das Brüderpaar von der HAGMAYR Sportmanagement GmbH unter Vertrag genommen, wobei die beiden Jungspieler, die zu diesem Zeitpunkt bereits von zahlreichen international erfolgreichen Topklubs umworben wurden, von der Firma beraten bzw. vertreten wurden. Gergely Bobáls Einsatzstatistik aus der Saison 2010/11 zeigt deutlich die Torgefährlichkeit des jungen Stürmertalents. In insgesamt 27 Partien erzielte er 44 Tore und gab 25 Torvorlagen für seine Teamkameraden. An diese Leistung kam er auch in der Spielzeit 2011/12 heran, wo er in 28 Partien 31 Mal traf und 14 Assists beisteuerte. Durch seine kontinuierlich starke Offensivleistung empfahl sich Bobál bereits früh für die Profimannschaft von Honvéd und saß am 6. Mai 2012 beim 0:0-Heimremis gegen den Kaposvári Rákóczi FC erstmals auf der Ersatzbank des Hauptstadtklubs. Nachdem der aus Kamerun stammende Stürmer Hervé Tchami angeschlagen und mit einer gelben Karte vorbelastet nach 21 absolvierten Minuten das Spielfeld verlassen hatte, wurde das junge ungarische Ausnahmetalent ins Spiel gebracht. Unter Attila Supka spielte Bobál die restliche Spieldauer durch, erhielt selbst ebenfalls die gelbe Karte und wurde nach dem Schlusspfiff von den Medien für seine Leistung gelobt. Sein eigentliches Debüt für die Profimannschaft gab Gergely Bobál bereits im Februar 2012, als er in einem Testspiel gegen den ungarischen Erstligakonkurrenten Haladás Szombathely sein Können unter Beweis stellen durfte.
Im Januar 2012 absolvierten Gergely und David Bobál ein einwöchiges Probetraining beim deutschen Bundesligisten VfL Wolfsburg, wo sie allerdings in weiterer Folge nicht aufgenommen wurden. Dennoch blieb das ungarische Bruderpaar von zahlreichen europäischen Topvereinen umworben und erhielten bereits rund drei Monate später die Möglichkeit zu einem weiteren Probetraining bei einem starken Klub. Manchester City lud die beiden Talente Mitte April zum Probetraining; dabei agierten die beiden Ungarn ausschließlich in der zweiten Mannschaft.
Sein Profidebüt in der höchsten ungarischen Spielklasse blieb für den 1,86 m großen Stürmer auch der einzige Profieinsatz in der Saison 2011/12; weitere sollten erst in der darauffolgenden Spielzeit folgen. Durch beständige Leistungen in der Akademie und den Nationalmannschaften wurden weitere Klubs auf das ungarische Stürmertalent aufmerksam, so unter anderem auch der italienische Topklub AS Rom, dessen Verantwortlichen Bobál Mitte Oktober 2012 zum Probetraining einluden, ihm schlussendlich allerdings keinen Vertrag unterbreiteten. Aufgrund seiner konstant starken Leistung wurde der Angreifer im Dezember 2012 bei der Wahl zu Ungarns Sportler des Jahres nominiert. Im Januar 2013 wurde Bobáls Treffer im Finalspiel des Puskás Cup für Ungarns Tor des Jahres 2012 nominiert; letztendlich reichte es für Gergely Bobál für den fünften Platz. Durch seine Beständigkeit in der Akademie kam das junge Stürmertalent im Frühjahr 2013 erneut in den Profikader von Honvéd Budapest und war erstmals auch im Kader der zweiten Kampfmannschaft des Hauptstadtvereins im Einsatz. Sein Debüt für Honvéd Budapest II in der zweitklassigen Nemzeti Bajnokság II gab der starke Linksfuß am 2. März 2013 beim 2:1-Heimerfolg über Szeged 2011; weitere Einsätze folgenden in den nachkommenden Wochen. Darunter war auch eine Galavorstellung des jungen Ungarn, als er beim 6:1-Kantersieg über Újpest Budapest II zwei Tore erzielte und bei zwei weiteren Treffern die Vorlage machte. Bis dato (Stand: 22. Mai 2013) kam Gergely Bobál in acht Zweitligaspielen zum Einsatz, in denen er vier Treffer und drei Torlvorlagen beisteuerte. Nach knapp einem Jahr folgte für den Stürmer die Rückkehr in die Profimannschaft, wo er beim 1:0-Heimerfolg über Ferencváros Budapest am 16. April 2013 zu einem Kurzeinsatz kam. Zu weiteren Kurzeinsätzen kam er in den darauffolgenden Wochen, wobei er es bis dato (Stand: 22. Mai 2013) auf fünf Erstligaauftritte in der Spielzeit 2012/13 brachte. Obgleich seiner Einsätze in der ersten und zweiten Kampfmannschaft war das ungarische Ausnahmetalent auch weiterhin in vereinseigenen Akademie aktiv, wo es auch weiterhin von seiner Offensivstärke überzeugen konnte. Bis zum Mai 2013 konnte Bobál 13 Tore und neun Assists in 16 absolvierten Ligapartien vorweisen.
Seine weitere Karriere verlief enttäuschend; er wurde oftmals verliehen und spielte nach Vertragsende 2018 bei Honved für etliche wenig erfolgreiche Vereine.

## Nationalmannschaftskarriere
Erste Erfahrungen in einer ungarischen Nationalauswahl sammelte Gergely Bobál in der U-15-Nationalmannschaft, für die er fünf Mal auflief und ebenso viele Treffer erzielte. Zu zahlreichen weiteren Einsätzen kam Bobál für die U-16-Auswahl Ungarns, wo er neben verschiedenen freundschaftlichen Länderspielen auch an einem Turnier in Israel teilnahm. Bei seinen Einsätzen, die er zwischen 2010 und 2011 absolvierte, kam er auf eine Bilanz von fünf Treffern aus zehn verschiedenen Einsätzen. Seit 2011 steht er, wie auch sein Bruder, der ihn ebenso durch die anderen Nationalmannschaften begleitet hat, im Aufgebot der ungarischen U-17-Nationalelf. Mit dem Team nahm der Linksfuß an der Qualifikation zur U-17-EM 2012 teil und erzielte in den drei Gruppenspielen der ersten Qualifikationsrunde gegen die Alterskollegen aus Belarus, Norwegen und Andorra vier Tore und war dabei in jeder Begegnung mindestens einmal erfolgreich. In der anschließenden im März 2012 stattfindenden Eliterunde konnten sich die Ungarn nur knapp nicht gegen das U-17 von Belgien durchsetzen, die sich nur aufgrund der besseren Tordifferenz die Teilnahme an der Endrunde in Slowenien sicherten. In der Eliterunde konnte er abermals vier Treffer in den drei Begegnungen erzielen und wurde dabei zusammen mit dem Niederländer Tonny Trindade de Vilhena, der in zwei Partien im Doppelpack traf, Torschützenkönig dieses Qualifikationsabschnitts. Dabei gelang ihm beim 5:1-Sieg über die Alterskollegen aus Wales gar ein Hattrick. Betrachtet man den gesamten Qualifikationsverlauf wurde Gergely Bobál mit acht Treffern in sechs Qualifikationsspielen alleiniger Torschützenkönig. Während seiner Zeit im ungarischen U-17-Nationalteam erzielte Gergely Bobál insgesamt 13 Treffer in elf U-17-Länderspielen. Bereits 2012 wurde der junge Stürmer in das Aufgebot der ungarischen U-18 aufgenommen, wo er bis dato (Stand: 22. Mai 2013) in neun Länderspielen vier Mal traf. Des Weiteren absolvierte Bobál im Jahre 2012 einen Einsatz für das U-19-Nationalteam seines Heimatlandes, wobei er beim 3:0-Sieg über Andorra am 4. November 2012 durchspielte, aber torlos blieb.

## Erfolge
- zahlreiche Erfolge in der Jugend (z. B. mehrfacher Torschützenkönig etc.)
- Torschützenkönig der Eliterunde der Qualifikation zur U-17-EM 2012: 4 Tore (zusammen mit dem Niederländer Tonny Trindade de Vilhena)
- Torschützenkönig der gesamten Qualifikation zur U-17-EM 2012: 8 Tore
- Puskas-Suzuki-Cup-Sieger: 2012
- „Bester Spieler“ des Puskas-Suzuki-Cups: 2012
- „Erfolgreichster Torschütze“ des Puskas-Suzuki-Cups: 2012